# Kubrat Knoll
Kubrat Knoll är en kulle i Antarktis. Den ligger i Sydshetlandsöarna. Argentina, Chile och Storbritannien gör anspråk på området. Toppen på Kubrat Knoll är 140 meter över havet.
Terrängen runt Kubrat Knoll är kuperad söderut, men åt nordväst är den platt. Havet är nära Kubrat Knoll åt sydost. Trakten är glest befolkad. Närmaste befolkade plats är Maldonado Station, 16,2 kilometer nordost om Kubrat Knoll. 